# Lee Cattermole
Lee Barry Cattermole (Stockton-on-Tees, Anglia, 1988. március 21. –) angol korosztályos válogatott labdarúgó, aki középpályás poszton játszik.

## Pályafutása

### Middlesbrough
Cattermole 1998-ban került a Middlesbrough ifiakadémiájára. Az első csapatban 2006. január 2-án, egy Newcastle United elleni rangadón mutatkozott be. Végigjátszotta a 2–2-re végződő találkozót, ahol megválasztották a meccs legjobbjának. Egy Aston Villa elleni 4–0-ra elvesztett találkozó után elsírta magát és a csapatkapitány, Gareth Southgate vigasztalta meg. Ezután azonban a csapat következő nyolc meccséből hetet megnyert, bejutott az FA Kupa és az UEFA-kupa negyeddöntőjébe, valamint 3–0-ra megverte a Chelsea-t, mely korábban csak egyszer kapott ki a szezonban a bajnokságban. Első bajnoki gólját április 2-án, a Manchester City ellen szerezte. Pályára lépett az UEFA-kupa döntőjében is. Május 7-én, a Fulham ellen a Middlesbrough addigi legfiatalabb csapatkapitánya lett. Amikor a veterán Colin Cooper csereként beállt, kérés nélkül átadta neki a kapitányi karszalagot. Október 20-án új, négy évre szóló szerződést írt alá a csapattal.

### Wigan Athletic
2008. július 29-én a Wigan Athletic 3,5 millió fontért leigazolta Cattermole-t, aki három évre írt alá a klubbal. Egy West Ham United ellen 2–1-re elvesztett mérkőzésen debütált. Első gólját szeptember 24-én szerezte, az Ipswich Town ellen, a Ligakupában. A bajnokságban december 13-án volt először eredményes, a Blackburn Rovers ellen. 2009. március 4-én piros lapot kapott a West Ham ellen, egy Scott Parker elleni szabálytalanság miatt. Bár hároméves szerződést kötött a Wigannel, már az első szezonja után megindultak a találgatások Cattermole jövőjével kapcsolatban, jó teljesítménye miatt.

### Sunderland
A Sunderland 2009. augusztus 12-én leigazolta Cattermole-t, 6 millió fontért. A középpályás  négyéves szerződést írt alá a csapattal, ahol együtt dolgozhatott korábbi menedzserével, Steve Bruce-szal. Egy Bolton Wanderers elleni meccsen mutatkozott be, ahol a találkozó legjobbjának is megválasztották. Október 17-én, a Liverpool ellen térdsérülést szenvedett, ami miatt hosszú ideig nem játszhatott. December 15-én, az Aston Villa ellen tért vissza a pályára.
A 2010–11-es szezon előtt Steve Bruce őt választotta csapatkapitánynak a távozó Lorik Cana helyett és a 6-os mezszámot is megkapta. Az idény során ismét sérülések hátráltatták, így csak 24 mérkőzésen léphetett pályára. A következő idényt is kapitányként kezdte, de miután az első két fordulóban, a Liverpool és a Newcastle United ellen is kapott egy-egy sárga lapot, kikerült a kezdőcsapatból. 2011. november 5-én, a Manchester United ellen tért vissza. Miután Bruce-t Martin O’Neill váltotta a menedzseri poszton, felmerültek olyan hírek, hogy Cattermole végleg elvesztheti a csapatkapitányi tisztet, különösen miután őt és Nicklas Bendtnert letartóztatták és azzal vádolták, hogy autókat rongáltak Newcastle városközpontjában. Ennek ellenére O'Neill első meccsén, a Queens Park Rangers ellen csapatkapitányként lépett pályára.
2012. március 4-én már a Newcastle United elleni rangadó első percében sárga lapot kapott, egy Cheick Tioté elleni szabálytalanság miatt. A mérkőzés lefújása után piros lapot kapott, amiért nem megfelelő stílusban vonta kérdőre a játékvezetőt, Mike Deant. Végül négymeccses eltiltást kapott. A 2013–14-es idény előtt a csapatkapitányi tisztet John O'Shea kapta meg és a 6-os mezszámot is elvették Cattermole-ból, aki a 33-as számú szerelést kapta meg. A mezszámát végül a következő idényben visszakapta. 2015. július 2-án egy új,  ötéves  szerződést írt alá a Sunderlanddel. A 2015–16-os szezon első meccsén, a Leicester City ellen csapatkapitányként léphetett pályára, de 30 perc után lecserélte Dick Advocaat menedzser, miután csapata 3–0-s hátrányba került, amihez egy róla megítélt büntető is hozzájárult.

### A válogatottban
Cattermole-t 2006 októberében hívták be először az U21-es angol válogatottba, Németország ellen, de játéklehetőséget akkor nem kapott. Első gólját Finnország ellen szerezte, 2009. június 15-én, a 2009-es U21-es Eb-n.

## Külső hivatkozások
- Lee Cattermole adatlapja a Transfermarkt oldalán (angolul)
- Lee Cattermole adatlapja a Premier League oldalán (angolul)
- Lee Cattermole adatlapja a worldfootball.net oldalán (angolul)
- Lee Cattermole adatlapja a Soccerway oldalon (angolul)
- Lee Cattermole pályafutásának statisztikái a Soccerbase oldalon (angolul)